# Феодора, принцесса Греции и Дании
Феодора, принцесса Греции и Дании (греч. Θεοδώρα, πριγκίπισσα της Δανίας известна также как Теодора Грис англ. Theodora Greece; род. 9 июня 1983, Лондон, Великобритания) — принцесса Греческая и Датская, младшая дочь греческого короля Константина II и его супруги Анны-Марии Датской, американская актриса.
У принцессы Феодоры есть старшая сестра принцесса Алексия (род. 1965) и три брата: наследный принц Павел (род. 1967), принц Николай (род. 1969) и принц Филипп (род. 1986).

## Биография

### Ранняя жизнь
Родилась 9 июня 1983 года в госпитале святой Марии в лондонском районе Паддингтон. Её крёстными стали королева Дании Маргрете II, королева Великобритании Елизавета II, экс-король Румынии Михай I и экс-кронпринц Югославии Александр Карагеоргиевич.

### Образование
В период с 1994 по 2001 годы обучалась в «Woldingham School» для девочек расположенное в графстве Суррей. После, училась один академический год в колледже святого Филиппа находящийся в Алис-Спрингс, Австралия. Посещала Брауновский университет, где 28 мая 2006 года получила степень бакалавр искусств. Она обучалась под именем Теодора Грис (англ. Theodora Greece). Также посещала Северо-Восточный университет, расположенный в городе Бостон Впоследствии она поступила в аспирантуру в университете Центральный колледж искусства и дизайна имени Святого Мартина.

### Карьера актрисы
В апреле 2010 года переехала в Лос-Анджелес, где начала карьеру актрисы под именем Теодоры Грис. В декабре 2011 года дебютировала в телевизионной роли секретаря Алисон Монтгомери мыльной опере «Дерзкие и красивые».
В 2015 году в снялась в американском фильме «Little Boy».

### Личная жизнь
16 ноября 2018 года было анонсировано, что принцесса Феодора помолвлена с адвокатом Мэтью «Мэтт» Джеремайя Кумар (род. 15 декабря 1983 года, в округе Вентура, штат Калифорния) из Лос-Анджелеса. Он сын Самуэля «Сэма» Кумара (урождённый Шалендра Кумар, род. 28 июля 1954 года в Фиджи) и Иоланда «Лонни» Шерри Ричардс (род. 10 ноября 1953 года). У него имеется старший брат Реджи Самуэль Кумар (род. 17 апреля 1978 года в округе Лос-Анджелес, штат Калифорния). Свадьба должна была пройти на острове Спеце в мае 2020 года, но была отложена из-за пандемии COVID-19, а второй раз — после смерти отца Феодоры в январе 2023 года. В итоге свадьба состоялась 28 сентября 2024 года. Церемония прошла в кафедральном Благовещенском соборе в Афинах.

## Фильмография
- Static [short] (2018)
- Respect Greece (2017)
- Gates of Hades (2017)
- Blind Follow (2016)
- The Assistant (2016)
- June (2015)
- Little Boy (2015)
- Дерзкие и красивые (2011–2018)
- June (2014)
- Shang (2013)
- Nevan Saunders' Quest for Fame: A Documentary by Kip Griffen (2011)
- Sroloc (2010)
- The Lightkeepers (2009)
- De vilde svaner (2009)